# Daniël de Lange

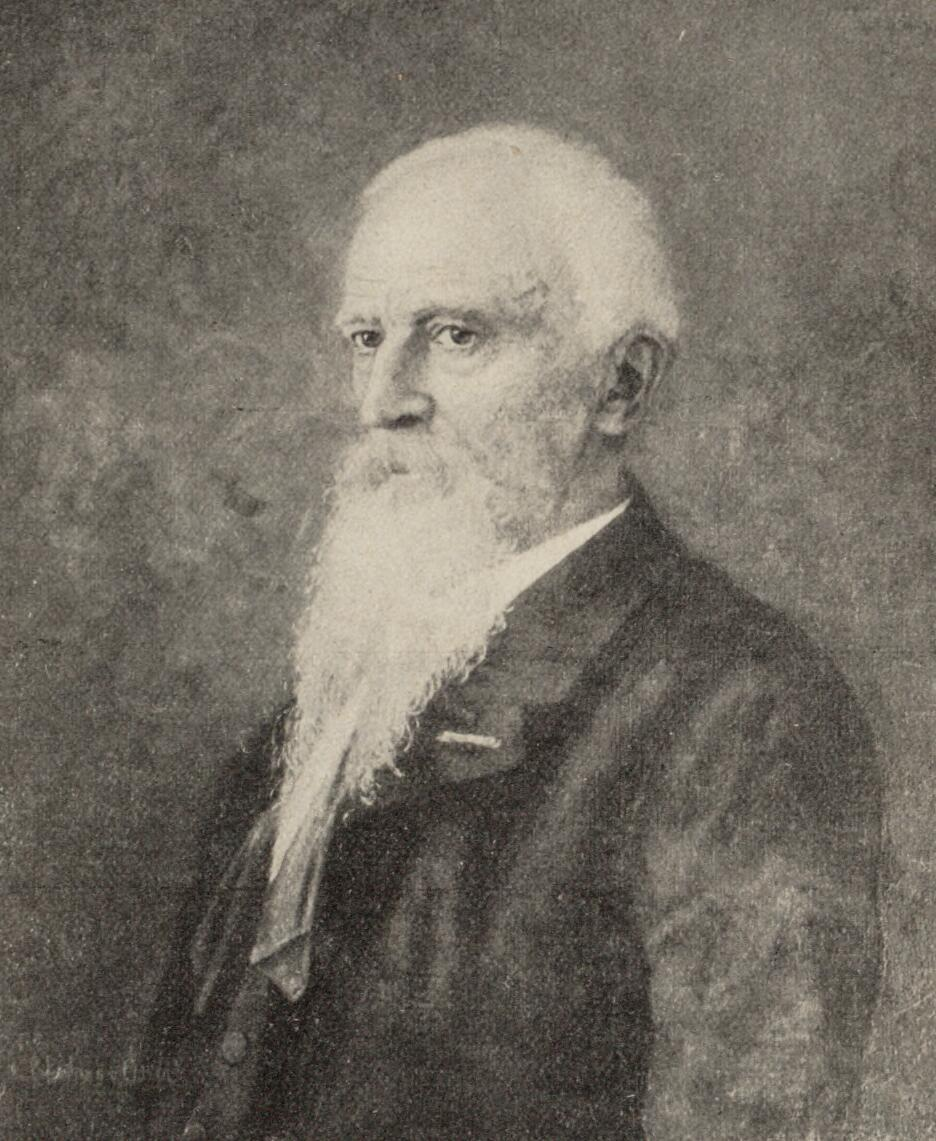
Daniël de Lange, door Adri Bleuland van Oordt

Daniël de Lange (Rotterdam, 11 juli 1841 - Point Loma, Californië, 31 januari 1918) was een Nederlands musicus, actief als componist, koordirigent, pianist, organist, organisator, muziekpedagoog en muziekcriticus.

## Biografie
Persoonlijk
Daniël de Lange en zijn oudere broer Samuel de Lange jr. (1840-1911), pianist en organist, waren de zoons van de Rotterdamse musicus Samuel de Lange sr. (1811-1884) en Johanna Molijn. Daniël trouwde op 5 augustus 1869 met Alida Maria Wilhelmina (Lide) van Oordt, wier zus tegelijk trouwde met zijn broer Samuel. Zij kregen twee zoons en vier dochters, waarvan er een jong stierf. Dochter Wilhelmina de Veer-de Lange werd zangpedagoge en trouwde pianist Johan de Veer. Dochter Aafje (pianiste) trouwde met dirigent/componist Anton Tierie. Na Lide's overlijden op 28 april 1910 hertrouwde De Lange op 6 juli 1911 met de zangeres Anna Maria Gouda.
Vroege jaren
De eerste muzieklessen kreeg De Lange van zijn vader. Gedurende het begin van zijn loopbaan stond Daniël vooral te boek als uitmuntend cellist. Hij studeerde in Rotterdam bij Simon Ganz (cello) en Johannes Verhulst (muziektheorie) en later in Brussel bij Adrien François Servais (cello) en Jacques-Nicolas Lemmens (orgel). Concertreizen brachten hem tot diep in Oost-Europa. Op voorspraak van Karol Mikuli gaven beide broers in de jaren 1860-1863 les aan het conservatorium van Lemberg. Daniël was pas 19 jaar oud op het moment van zijn aanstelling.
Na een kort verblijf in Rotterdam verplaatste hij zijn werkterrein naar Parijs, waar hij vooral werkte als organist, componist en pianoleraar. Hij raakte bevriend met tal van beroemde artiesten als Stephen Heller, Lalo, Berlioz, Massenet en Bizet. Tot zijn privéleerlingen behoorde Ernest Chausson. In deze Parijse periode schreef Daniël onder meer symfonieën, liederen en koorwerken, waaronder het dubbelkorige Requiem (1868).
Activiteiten in Nederland
In 1870 keerden Daniël en Lide, min of meer gedwongen door de Frans-Duitse Oorlog, terug naar Nederland. Hij gaf weer les en opende een muziekschool in Zaandam. Ook was hij was de eerste 'officiële' muziekcriticus in Nederland door zijn aanstelling bij Het Nieuws van de Dag. De Lange was een vlijtig organisator en een zeer succesvol koordirigent. Hij speelde tientallen jaren een vooraanstaande rol in de Maatschappij tot Bevordering der Toonkunst en de Vereeniging voor Nederlandsche Muziekgeschiedenis. Samen met Johannes Messchaert, Frans Coenen en Julius Röntgen richtte hij in 1884 het Amsterdamsch Conservatorium op, waaraan hij les gaf en waarvan hij van 1895 tot 1913 directeur was.
Met het Nederlandsch A Capella Koor dat hij in 1881 had opgericht en waarvan onder anderen Johannes Messchaert, Aaltje Reddingius, Arnold Spoel en zijn latere tweede vrouw Anna Maria Gouda lid waren, reisde hij door heel Europa. Hij vierde grote triomfen met Nederlandse renaissancemuziek, die tot die tijd slechts onder het stof lag. Ook in tal van andere opzichten toonde De Lange zich een pionier. Zo verrichtte hij uitvoerig onderzoek naar de Oosterse gamelanmuziek en publiceerde hij tal van educatieve en pedagogische werken. Door al die activiteiten raakte het componeren op de achtergrond.
Verenigde Staten
In de laatste jaren van zijn leven kwam hij onder de invloed van de inzichten van Madame Blavatsky en hield hij zich bezig met de theosofie. Hij verhuisde in 1914 met zijn tweede vrouw naar het hoofdkwartier van de Theosophical Society in Point Loma in Californië en sloot zich aan bij de theosofische gemeenschap van Catherina Tingley. Ook daar hield hij zich bezig met educatieve muziekprojecten. In het boekje Thoughts on Music zette hij zijn nieuwe inzichten uiteen.
Daniël de Lange stierf in 1918 in Point Loma.

## Werken
Zijn compositorisch oeuvre is niet groot, zeker in vergelijking met dat van zijn broer Samuel jr., en een deel is onvindbaar. Dit geldt voor de opera De val van Kuilenburg en de tweede symfonie in D majeur. Wat er wel is overgebleven, is zeer de moeite waard: onder meer diverse liederen, koorwerken, de eerste symfonie in c mineur op. 4 en een celloconcert. Meer dan zijn conservatievere broer stond hij open voor de nieuwe invloeden van Berlioz, Wagner en Liszt.
Twee liederen van De Lange, Het muizeke (tekst G. Antheunis) en Hollands zee (W. Zaalberg) werden opgenomen in de populaire liedbundel Kun je nog zingen, zing dan mee. In de bundel Lenteleven (1891) van de Nederlandse Protestantenbond staan ruim 40 liedern van De Lange.

Op cd verschenen onder meer de eerste symfonie en het Requiem, waarvan de opname van het Nederlands Kamerkoor bekroond werd met een Edison.

## Anna Maria Gouda

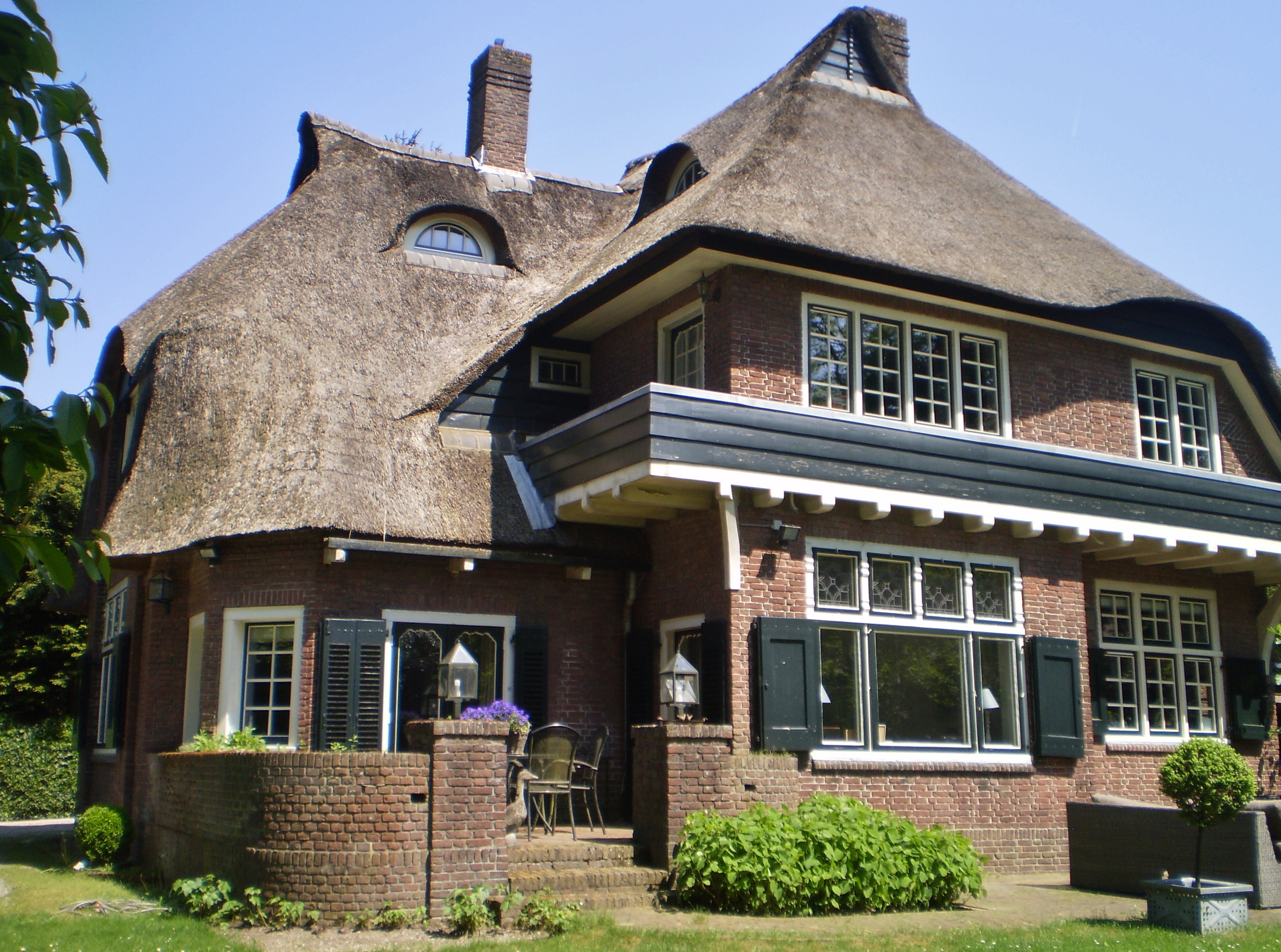
Noolseweg 23, The Golden West (2018)

Anna Maria Gouda (Amsterdam, 9 oktober 1863 - Blaricum, 3 februari 1940) was zangeres, maar schreef ook de muziek van een liederenbundel op teksten uit Lentedagen van Gijsbert Lovendaal. Voor hun huwelijk traden ze al jarenlang samen op. Zij was in 1927 samen met zuster Hermina Elisabeth Jacoba Damalvy Molière-Gouda opdrachtgeefster van de bouw van de villa en latere rijksmonument The Golden West, Blaricum ontworpen door Theo Rueter.